# 拿斯·舒尼
拿斯·舒尼（丹麥語：Lasse Schöne，發音：[ˈlæsə ˈɕøːnə]；1986年5月27日—）是一名丹麥中場球員，現效力於荷甲球隊NEC奈梅亨。

## 俱樂部生涯

### 阿賈克斯
2012年4月18日，阿賈克斯與25歲的舒尼簽下三年合約，並於2012年夏季轉會窗口正式加盟。2014年，舒尼被阿賈克斯選為年度最佳球員。2019年歐冠盃十六強第二輪，阿賈克斯客場迎戰皇家馬德里，舒尼射入一記窄角度自由球，幫助阿賈克斯以1-4擊敗皇加馬德里進軍八強。同年夏季轉會窗口，舒尼宣布離隊。阿賈克斯將隊內頒發的每月最佳進球獎更名為「舒尼獎」。自2012至2019年間，舒尼在各項賽事中為阿賈克斯上場287次，攻入64球並有52次助攻，成為阿賈克斯隊史出場最多次的外國球員。

### 熱那亞
2019年夏季轉會窗口，舒尼以150萬歐元的價格轉會至義甲。加盟義甲的首個賽季即成為球隊主力，然而2020/21賽季，由於更換主教練和戰術，舒尼被球隊棄用，2021年1月7日，在效力一年半後，舒尼的經紀公司宣布與熱那亞解約離隊。

### 海倫芬
與熱那亞解約後，舒尼返回荷蘭，隨阿賈克斯進行自主訓練。2021年2月12日，舒尼加盟前東家海倫芬，並在2021年2月14日，於加盟後的球隊首場比賽先發上陣，替球隊攻入一球。

## 國家隊生涯
舒尼在2009年8月12日對智利的友誼賽登場，並取得處子入球。

### 國家隊入球
所有比分以丹麥入球先行。
| # | 日期          | 場地             | 對手   | 入球 | 賽果 | 賽事                   |
| - | ------------- | ---------------- | ------ | ---- | ---- | ---------------------- |
| 1 | 2009年8月12日 | 邦比，丹麥       | 智利   | 1-1  | 1-2  | 友誼賽                 |
| 2 | 2011年6月4日  | 雷克雅未克，冰島 | 冰島   | 1-0  | 2-0  | 2012年歐洲國家盃外圍賽 |
| 3 | 2014年5月22日 | 德布勒森，匈牙利 | 匈牙利 | 2-2  | 2-2  | 友誼賽                 |

## 職業數據
以下是舒尼的職業數據︰
| 賽季    | 球會       | 上陣 | 入球 | 聯賽         |
| ------- | ---------- | ---- | ---- | ------------ |
| 2006/07 | 迪加史卓普 | 035  | 05   | 荷蘭甲組聯賽 |
| 2007/08 | 迪加史卓普 | 034  | 06   | 荷蘭甲組聯賽 |
| 2008/09 | NEC奈梅亨  | 034  | 06   | 荷蘭甲組聯賽 |
| 2009/10 | NEC奈梅亨  | 05   | 0    | 荷蘭甲組聯賽 |
| 2010/11 | NEC奈梅亨  | 034  | 07   | 荷蘭甲組聯賽 |
| 2011/12 | NEC奈梅亨  | 034  | 011  | 荷蘭甲組聯賽 |
| 2012/13 | 阿積士     | 032  | 06   | 荷蘭甲組聯賽 |
| 2013/14 | 阿積士     | 028  | 09   | 荷蘭甲組聯賽 |
| 2014/15 | 阿積士     | 029  | 08   | 荷蘭甲組聯賽 |
| TOTAL   | TOTAL      | 265  | 58   |              |

## 榮譽
迪加史卓普
- 荷蘭乙組聯賽冠軍: 2007

阿積士
- 荷蘭甲組聯賽冠軍: 2012/13，2013/14，2018/19
- 荷蘭盃冠軍: 2018/19
- 告魯夫盾: 2013，2019

個人
- 2008/09球季NEC奈梅亨最佳球員
- 2014年阿積士最佳球員